# Roskow
Roskow est une commune allemande de l'arrondissement de Potsdam-Mittelmark, Land de Brandebourg.

## Géographie
Roskow se situe entre le Beetzsee et la Havel au nord. Le centre géographique du Land se trouve à l'ouest de Roskow.
La commune comprend trois quartiers : Lünow au nord, Roskow au sud-est et Weseram au sud-ouest.
| Beetzseeheide            | Päwesin | Nauen        |
| Beetzsee                 | Roskow  | Ketzin/Havel |
| Brandebourg-sur-la-Havel |         | Gross Kreutz |

## Histoire
Roskow est mentionné pour la première fois au XIIIe siècle.
En février 2002, Lünow et Weseram fusionnent avec Roskow.

## Personnalités liées à la commune
- Peggy Lukac (née en 1949), actrice